# Aeroportul Coldfoot
Aeroportul Coldfoot (IATA: CXF, ICAO: PACX, FAA LID: CXF) este un aeroport din Yukon-Koyukuk Census Area⁠(d), Unorganized Borough, Alaska, Alaska, Statele Unite ale Americii ce deservește zona Coldfoot⁠(d). Aeroportul a fost tranzitat în 2019 de 9.884 de pasageri. A fost numit după zona deservită.
Situat la o altitudine de 318 m, aeroportul dispune de 1 pistă. Este operat de Alaska Department of Transportation & Public Facilities⁠(d).

## Infrastructură

### Piste
Aeroportul dispune de o singură pistă. Pista 01/19 are suprafața de pietriș și dimensiunile 4.001 picioare × 100 picioare. 